# Ana de Sousa
Ana de Sousa o Ngola Ana Nzinga Mbande, también llamada  Reina Nzinga (Kabasa, c. 1583-Matamba, 17 de diciembre de 1663) fue una reina ("Ngola") de los reinos de Ndongo y de Matamba, en el sudoeste de África, en el siglo XVII. Su título real en kimbundu - "Ngola" -, fue el nombre utilizado por los portugueses para denominar la región (Angola). Es una de las mujeres africanas más célebres por resistir la colonización europea. Dirigió durante cuatro décadas (1620-1660) la guerra contra los portugueses en Angola.

## Historia

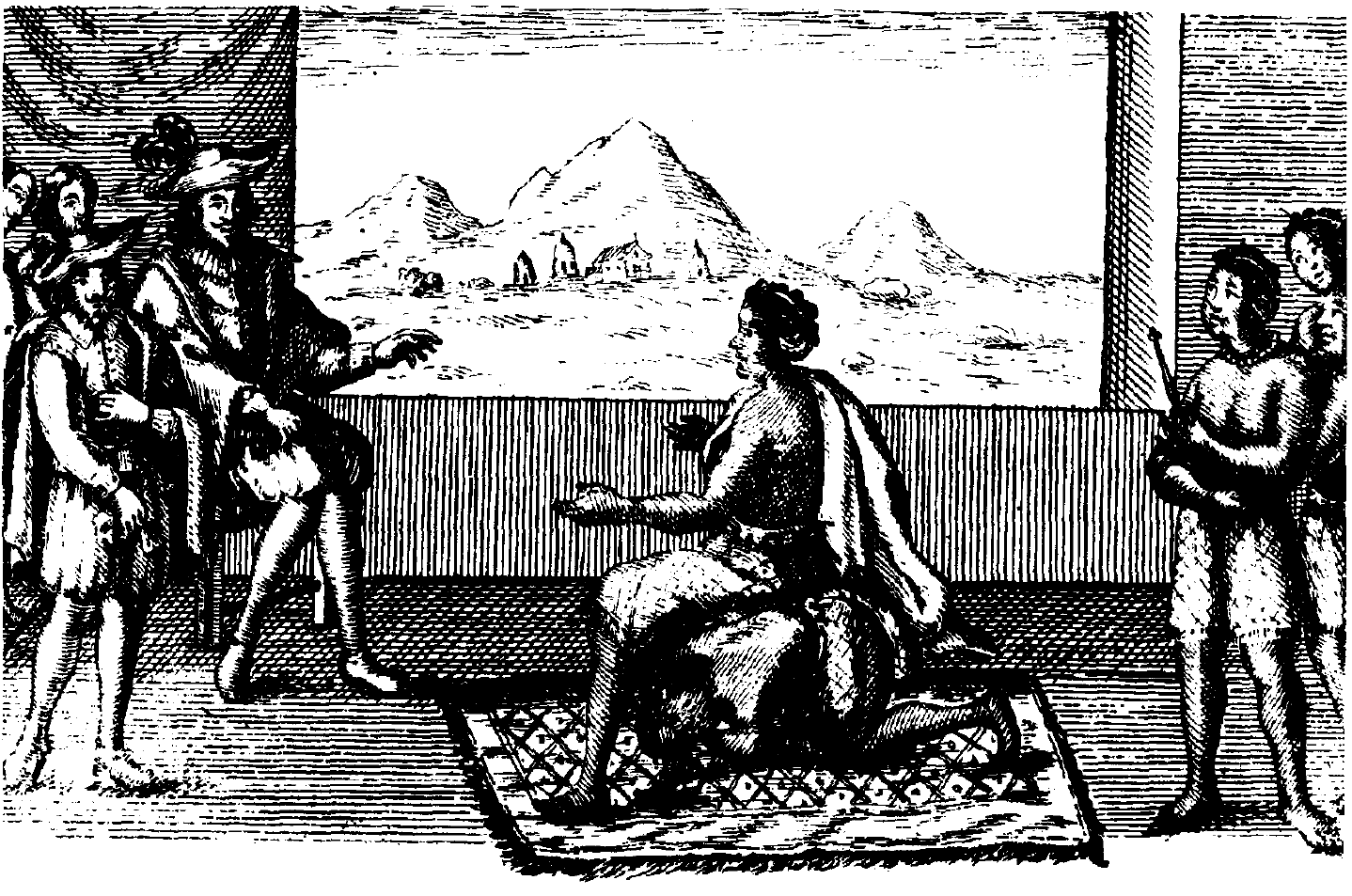
Ilustración de la reina Nzinga en negociaciones de Paz con el gobernador portugués en Luanda en 1657.

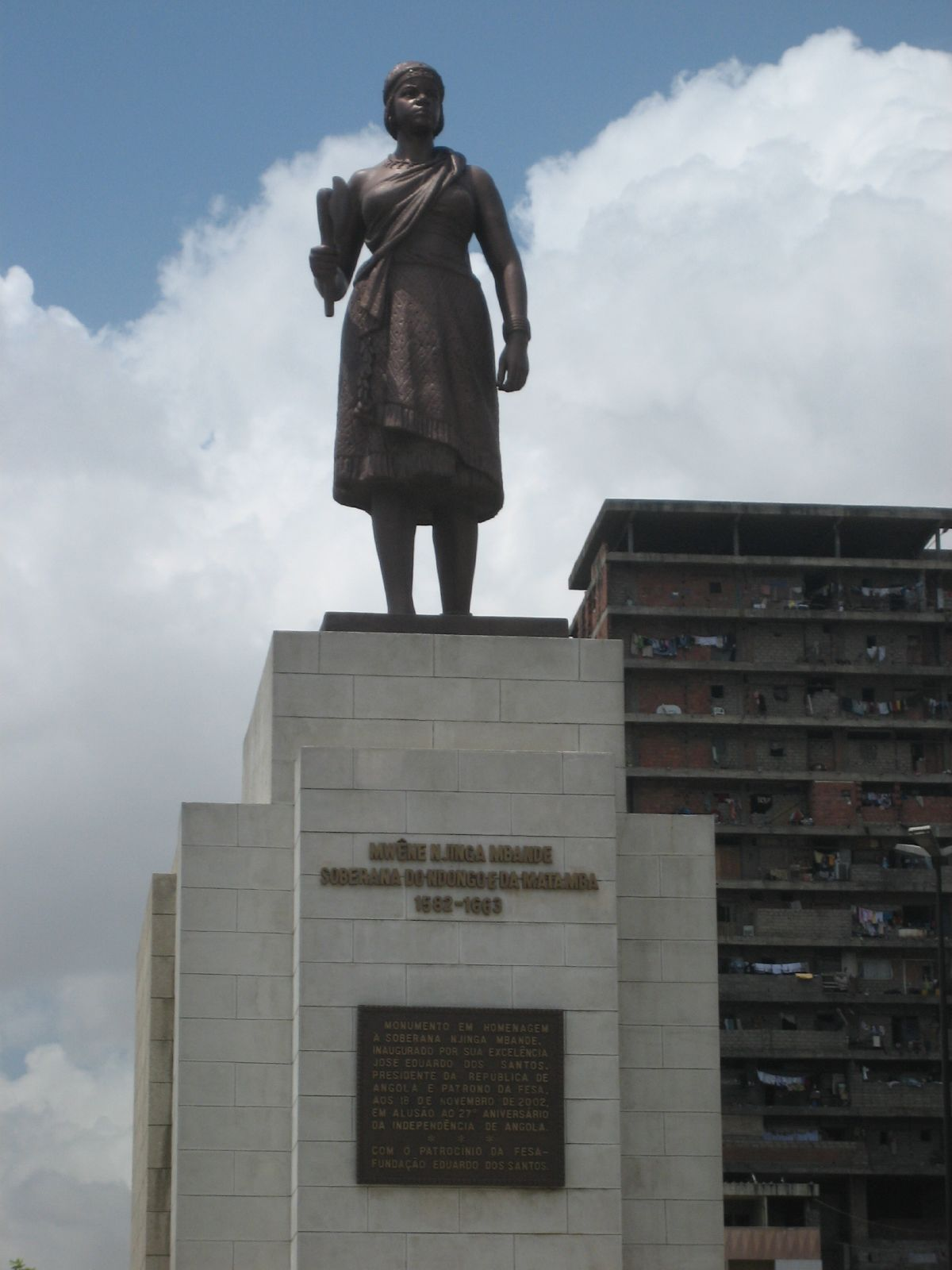
Estatua de Nzinga en Luanda.

Nzinga vivió durante un periodo en el que el tráfico de esclavos africanos y la consolidación del poder de los portugueses en la región estaban creciendo rápidamente. Era hija de Nzinga a Mbande Ngola Kiluanje y de Guenguela Cakombe, y hermana del Ngola (rey) Ngoli Bbondi (rey también de Matamba), que habiéndose rebelado contra el creciente dominio portugués en 1618, fue derrotado por las fuerzas bajo el mando de Luís Mendes de Vasconcelos. Su nombre surge en los registros históricos tres años más tarde, como una enviada de su hermano, en una conferencia de paz con el gobernador portugués de Luanda. Tras años de incursiones portuguesas para capturar esclavos, y entre batallas intermitentes, Nzinga negoció un tratado, convirtiéndose al cristianismo para fortalecer el tratado y adoptando el nombre portugués de Dona Ana de Sousa.
Al año siguiente, sin embargo, se reiniciaron las hostilidades. Las fuentes divergen sobre los motivos:
- Ngoli Bbondi se habría rebelado nuevamente, lanzando una gran ofensiva contra los portugueses y derrotando a las tropas del gobernador portugués João Correia de Sousa en 1621. Ana de Sousa, por su parte, habría permanecido fiel a los portugueses, a quienes auxiliaría como venganza por el asesinato de un hijo suyo por parte de su hermano. Tras envenenarlo, le sucedió en el trono.

O bien:
- Tras romper Portugal los términos del tratado, Ana de Sousa pidió a su hermano intervenir y luchar contra la invasión portuguesa. Ante la negativa de Ngoli Bbondi, Ana de Sousa, personalmente, formó una alianza con el pueblo Jaga, casándose con su jefe, y a continuación conquistando el Reino de Matamba. Ganó notoriedad durante la guerra por liderar personalmente a sus tropas y por prohibir a sus tropas que la llamaran "reina", prefiriendo que se dirigieran a ella como "rey". En 1635 se encontraba en disposición de formar una coalición con los reinos de Congo, Kassanje, Dembos y Kissama.

En cualquier caso, y ya como soberana, rompió los compromisos con Portugal, abandonando la religión católica y atacando violentamente no sólo a los portugueses, sino también a las poblaciones tributarias de Portugal en la región. El gobernador de la colonia de Angola, Fernão de Sousa, venció a Ana de Sousa y capturó a dos de sus hermanas, Cambe y Funge, quienes fueron llevadas a Luanda y bautizadas, respectivamente, con los nombres de Bárbara y de Engracia, siendo devueltas en 1623 a Matamba.
Tras esto, la reina mantuvo la paz con Portugal durante dos décadas, hasta que en los planes de conquista de Angola por fuerzas de la Compañía Neerlandesa de las Indias Occidentales vio una nueva oportunidad de resistir. Formó una alianza con los holandeses, que en la época también le habían arrebatado a Portugal buena parte de la Región Nordeste de Brasil, en las llamadas invasiones neerlandesas de Brasil. Con ayuda de las fuerzas de Ana de Sousa, los holandeses consiguieron ocupar Luanda de 1641 a 1648.
En enero de 1647, Gaspar Borges de Madureira derrotó a las fuerzas de Ana de Sousa, capturando a una de sus hermanas, D. Bárbara. Tras la reconquista definitiva de Angola por las fuerzas portuguesas de Salvador Correia de Sá e Benevides, se retiró de nuevo a Matamba, donde continuó la resistencia.
En 1657, un grupo de misioneros capuchinos italianos la convencieron de regresar al catolicismo, a cambio de lo cual el gobernador de Angola, Luís Martins de Sousa Chichorro, liberó a la hermana, que se encontraba cautiva.
En 1659, Ana de Sousa firmó un nuevo tratado de paz con Portugal. Falleció de muerte natural en 1663, a los ochenta años de edad.
Tras su muerte, 7000 de sus soldados fueron llevados a Brasil y vendidos como esclavos. Los portugueses consiguieron controlar la región en 1671. En ciertas áreas, Portugal no obtuvo un control total hasta el siglo XX, principalmente debido a su tipo de colonización, centrado en el litoral.